# Ernst Stötzner
Ernst Stötzner (Jahrgang, 1952) é um ator russo que trabalhou no filme: Mentiras de Guerras.